# Herbert Otis House
Herbert Otis House (Willoughby, 5 de dezembro de 1929 — Alpharetta, 2 de outubro de 2013) foi um químico estadunidense. Foi Professor de química orgânica do Instituto de Tecnologia de Massachusetts (MIT).
Um de seus orientados foi Barry Trost.

## Obras
- Herbert O. House: Modern Synthetic Reactions (The Organic Chemistry Monograph Series), Nova Iorque: W. A. Benjamin, 1965.